# Holger Louis Nielsen
Holger Louis Nielsen (* 18. Dezember 1866 in Kopenhagen; † 26. Januar 1955 in Hellerup) war ein dänischer Fechter, Sportschütze und Leichtathlet.

## Sportliche Laufbahn
Nielsens Hauptsportart war das Fechten, in welcher er im Säbelbewerb angetreten ist. Bei den Olympischen Spielen 1896 in Athen wurde er nach zwei Siegen (gegen Adolf Schmal und Georgios Iatridis) und zwei Niederlagen (gegen Tilemachos Karakalos und Ioannis Georgiadis) Dritter der Spiele.
Im Schießen war Nielsen bei diesen Spielen noch erfolgreicher. Im Armeegewehrschießen auf 300 m erreichte er noch den fünften Platz. Im Schnellfeuerpistolenbewerb für 25 Meter wurde er Dritter hinter den beiden US-amerikanischen Brüdern John und Sumner Paine. Mit der Freien Pistole über 30 Meter wurde Nielsen völlig überraschend Zweiter hinter Sumner Paine.
Ferner nahm der Däne am Diskuswurf bei diesen Olympischen Spielen teil, jedoch ist sein Endergebnis nicht überliefert.
Als Sportfunktionär schrieb er die ersten Regeln für die Sportart Handball. Später wurde er außerhalb des Sportes als Entwickler einer Herz-Lungen-Wiederbelebung bekannt, welche er 1932 erkannte. 1951 wurde diese Idee anerkannt und ist heute als Rückendruck-Armzug-Methode bekannt.

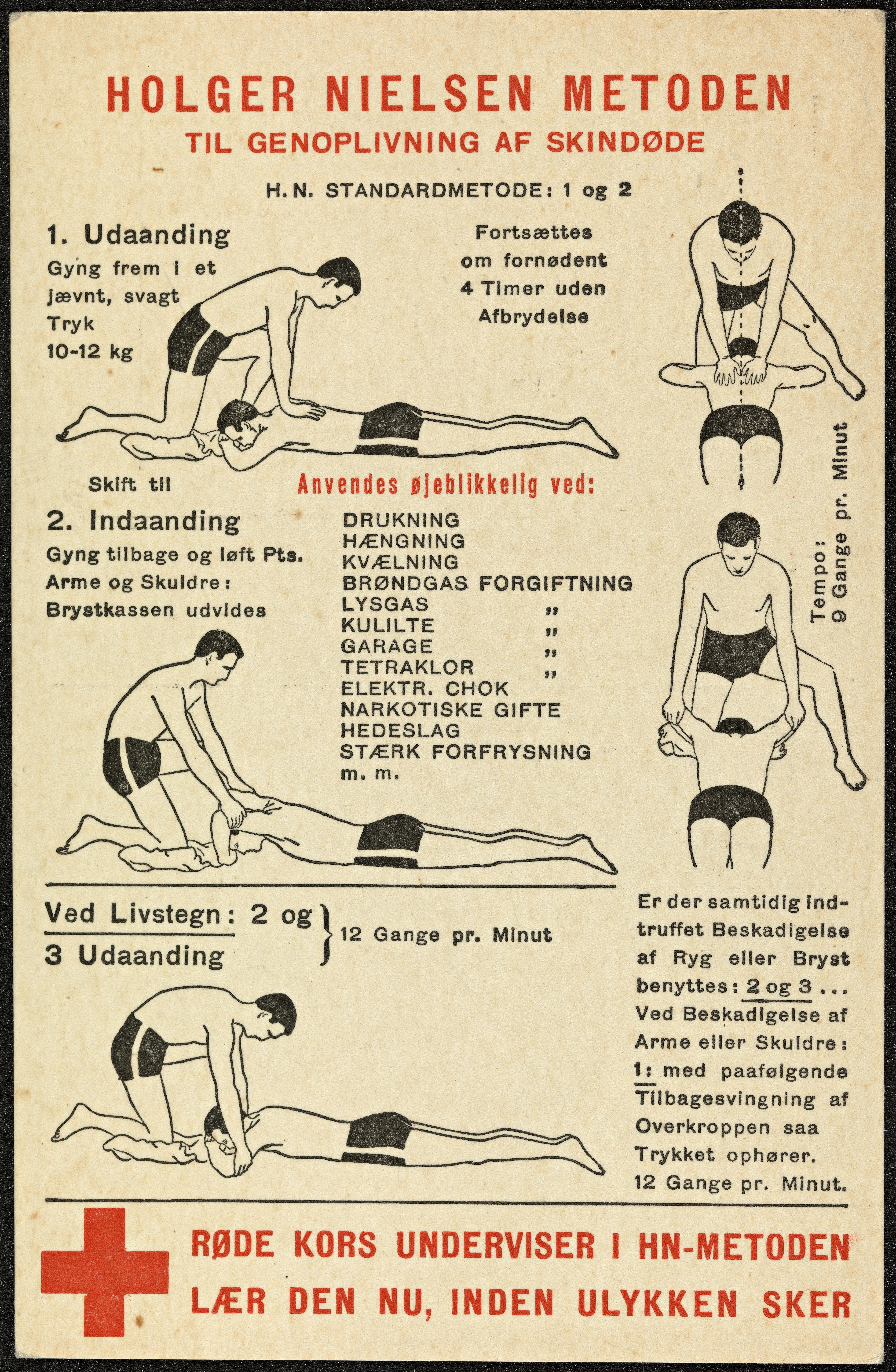
Illustration der Holger Nielsen Methode

## Erfolge
| Olympia    | Disziplin                  | Ergebnis |
| ---------- | -------------------------- | -------- |
| Athen 1896 | Säbelfechten               | 3.       |
| Athen 1896 | Freien Pistole (30 m)      | Bronze   |
| Athen 1896 | Schnellfeuerpistole (25 m) | 3.       |